# Birkózás az 1984. évi nyári olimpiai játékokon
Az 1984. évi nyári olimpiai játékokon a birkózás húsz versenyszámból állt, tíz szabadfogású és tíz kötöttfogású súlycsoportban.

## Éremtáblázat
(A táblázatokban a hazai és a magyar csapat eltérő háttérszínnel, az egyes számoszlopok legmagasabb értéke, vagy értékei vastagítással kiemelve.)
| Az 1984. évi nyári olimpiai játékok éremtáblázata birkózásban | Az 1984. évi nyári olimpiai játékok éremtáblázata birkózásban | Az 1984. évi nyári olimpiai játékok éremtáblázata birkózásban | Az 1984. évi nyári olimpiai játékok éremtáblázata birkózásban | Az 1984. évi nyári olimpiai játékok éremtáblázata birkózásban | Olimpia  |
| ------------------------------------------------------------- | ------------------------------------------------------------- | ------------------------------------------------------------- | ------------------------------------------------------------- | ------------------------------------------------------------- | -------- |
|                                                               | Ország                                                        | Arany                                                         | Ezüst                                                         | Bronz                                                         | Összesen |
| 1.                                                            | Egyesült Államok (USA)                                        | 9                                                             | 3                                                             | 1                                                             | 13       |
| 2.                                                            | Japán (JPN)                                                   | 2                                                             | 5                                                             | 2                                                             | 9        |
| 3.                                                            | Dél-Korea (KOR)                                               | 2                                                             | 1                                                             | 4                                                             | 7        |
| 4.                                                            | Románia (ROU)                                                 | 2                                                             | 1                                                             | 3                                                             | 6        |
| 5.                                                            | Jugoszlávia (YUG)                                             | 2                                                             | 1                                                             | 2                                                             | 5        |
| 6.                                                            | NSZK (FRG)                                                    | 1                                                             | 2                                                             | 0                                                             | 3        |
| 7.                                                            | Finnország (FIN)                                              | 1                                                             | 1                                                             | 1                                                             | 3        |
| 8.                                                            | Olaszország (ITA)                                             | 1                                                             | 0                                                             | 0                                                             | 1        |
| 9.                                                            | Svédország (SWE)                                              | 0                                                             | 2                                                             | 2                                                             | 4        |
| 10.                                                           | Görögország (GRE)                                             | 0                                                             | 1                                                             | 1                                                             | 2        |
| 10.                                                           | Kanada (CAN)                                                  | 0                                                             | 1                                                             | 1                                                             | 2        |
| 12.                                                           | Mexikó (MEX)                                                  | 0                                                             | 1                                                             | 0                                                             | 1        |
| 12.                                                           | Szíria (SYR)                                                  | 0                                                             | 1                                                             | 0                                                             | 1        |
| 14.                                                           | Nagy-Britannia (GBR)                                          | 0                                                             | 0                                                             | 1                                                             | 1        |
| 14.                                                           | Svájc (SUI)                                                   | 0                                                             | 0                                                             | 1                                                             | 1        |
| 14.                                                           | Törökország (TUR)                                             | 0                                                             | 0                                                             | 1                                                             | 1        |
|                                                               |                                                               |                                                               |                                                               |                                                               |          |
| Összesen                                                      | Összesen                                                      | 20                                                            | 20                                                            | 20                                                            | 60       |

## A szabadfogású birkózás érmesei
| Az 1984. évi nyári olimpiai játékok érmesei szabadfogású birkózásban |                                            |                                                |                                                |
| Versenyszám                                                          | Arany                                      | Ezüst                                          | Bronz                                          |
| papirsúly (48 kg-ig)                                                 | Robert Weaver · Egyesült Államok (USA)     | Irie Takasi · Japán (JPN)                      | Szon Gapto (Son Gab-do) · Dél-Korea (KOR)      |
| lepkesúly (52 kg-ig)                                                 | Šaban Trstena · Jugoszlávia (YUG)          | Kim Dzsonggju (Kim Jong-gyu) · Dél-Korea (KOR) | Takada Júdzsi · Japán (JPN)                    |
| légsúly (57 kg-ig)                                                   | Tomijama Hideaki · Japán (JPN)             | Barry Davis · Egyesült Államok (USA)           | Kim Igon (Kim Ui-gon) · Dél-Korea (KOR)        |
| pehelysúly (62 kg-ig)                                                | Randy Lewis · Egyesült Államok (USA)       | Akaisi Kószei · Japán (JPN)                    | I Dzsonggun (Lee Jeong-geun) · Dél-Korea (KOR) |
| könnyüsúly (68 kg-ig)                                                | Ju Inthak (Yu In-tak) · Dél-Korea (KOR)    | Andrew Rein · Egyesült Államok (USA)           | Jukka Rauhala · Finnország (FIN)               |
| váltósúly (74 kg-ig)                                                 | David Schultz · Egyesült Államok (USA)     | Martin Knosp · NSZK (FRG)                      | Šaban Sejdi · Jugoszlávia (YUG)                |
| középsúly (82 kg)                                                    | Mark Schultz · Egyesült Államok (USA)      | Nagasima Hidejuki · Japán (JPN)                | Chris Rinke · Kanada (CAN)                     |
| félnehézsúly (90 kg)                                                 | Ed Banach · Egyesült Államok (USA)         | Óta Akira · Japán (JPN)                        | Neif Loban · Nagy-Britannia (GBR)              |
| nehézsúly (100 kg)                                                   | Lou Banach · Egyesült Államok (USA)        | Joseph Atijeh · Szíria (SYR)                   | Vasile Puşcaşu · Románia (ROU)                 |
| (szuper)nehézsúly (130 kg)                                           | Bruce Baumgartner · Egyesült Államok (USA) | Robert Molle · Kanada (CAN)                    | Ayhan Taşkin · Törökország (TUR)               |

## A kötöttfogású birkózás érmesei
| Az 1984. évi nyári olimpiai játékok érmesei kötöttfogású birkózásban |                                           |                                            |                                           |
| Versenyszám                                                          | Arany                                     | Ezüst                                      | Bronz                                     |
| papirsúly (48 kg)                                                    | Vincenzo Maenza · Olaszország (ITA)       | Markus Scherer · NSZK (FRG)                | Szaitó Ikuzó · Japán (JPN)                |
| lepkesúly (52 kg)                                                    | Mijahara Acudzsi · Japán (JPN)            | Daniel Aceves · Mexikó (MEX)               | Pang Dedu (Bang Dae-du) · Dél-Korea (KOR) |
| légsúly (57 kg)                                                      | Pascquale Passarelli · NSZK (FRG)         | Etó Maszaki · Japán (JPN)                  | Harálambosz Holídisz · Görögország (GRE)  |
| pehelysúly (62 kg)                                                   | Kim Vongi (Kim Won-gi) · Dél-Korea (KOR)  | Kent Oile Johansson · Svédország (SWE)     | Hugo Dietsche · Svájc (SUI)               |
| könnyűsúly (68 kg)                                                   | Vladimir Lisjak · Jugoszlávia (YUG)       | Tapio Sipilä · Finnország (FIN)            | James Martinez · Egyesült Államok (USA)   |
| váltósúly (74 kg)                                                    | Jouko Salomäki · Finnország (FIN)         | Roger Tallroth · Svédország (SWE)          | Ştefan Rusu · Románia (ROU)               |
| középsúly (82 kg)                                                    | Ion Draica · Románia (ROU)                | Dimítriosz Thanópulosz · Görögország (GRE) | Sören Claeson · Svédország (SWE)          |
| félnehézsúly (90 kg)                                                 | Steven Fraser · Egyesült Államok (USA)    | Ilie Matei · Románia (ROU)                 | Frank Andersson · Svédország (SWE)        |
| nehézsúly (100 kg)                                                   | Vasile Andrei · Románia (ROU)             | Gregory Gibson · Egyesült Államok (USA)    | Jozef Törtei · Jugoszlávia (YUG)          |
| (szuper)nehézsúly (130 kg)                                           | Jeffrey Blatnick · Egyesült Államok (USA) | Refik Memišević · Jugoszlávia (YUG)        | Victor Dolipschi · Románia (ROU)          |